# RoboCup Small Size League

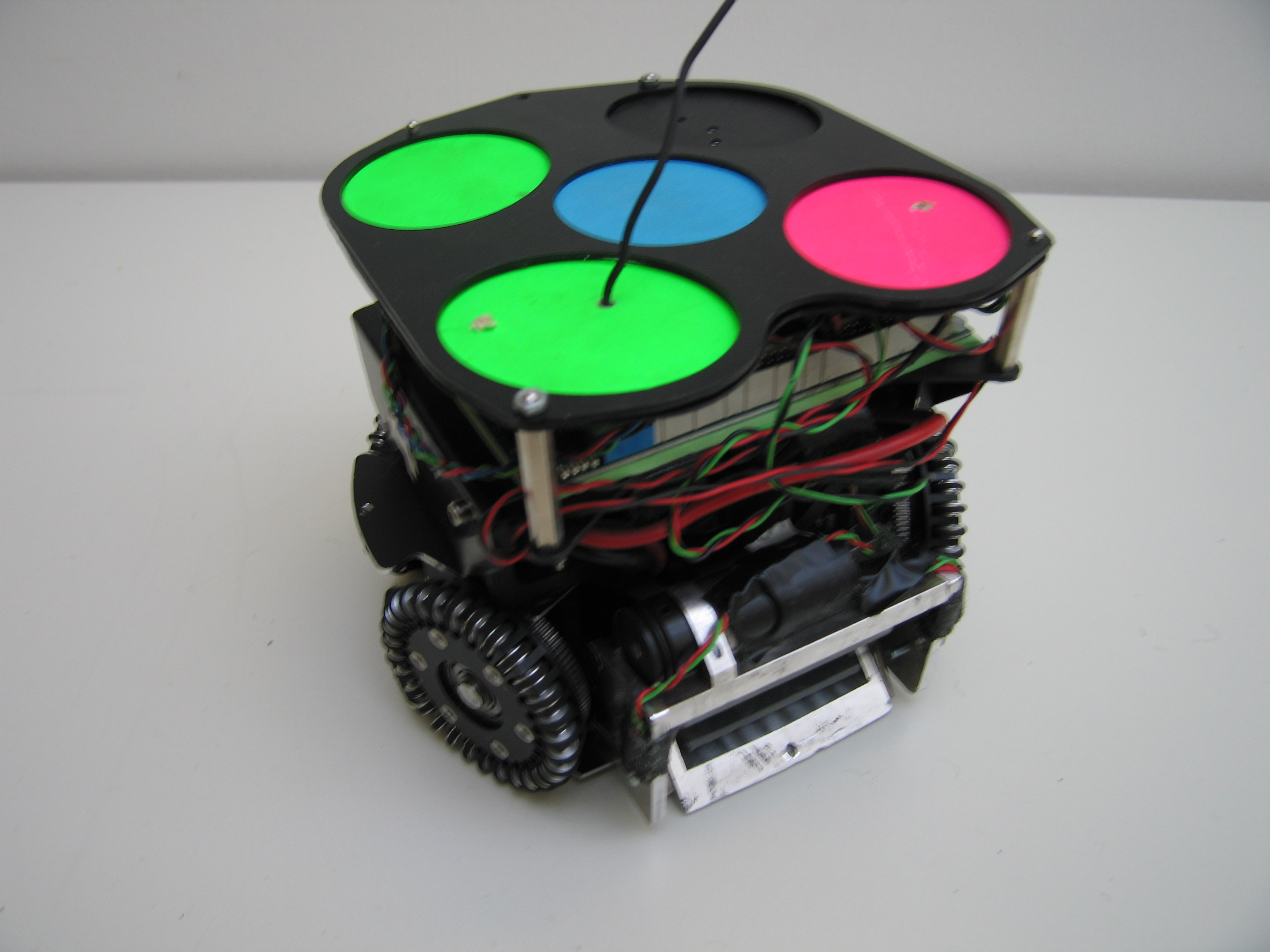
Robot spełniający wymagania ligi małych robotów (drużyna Fu-Fighters z 2005 roku)

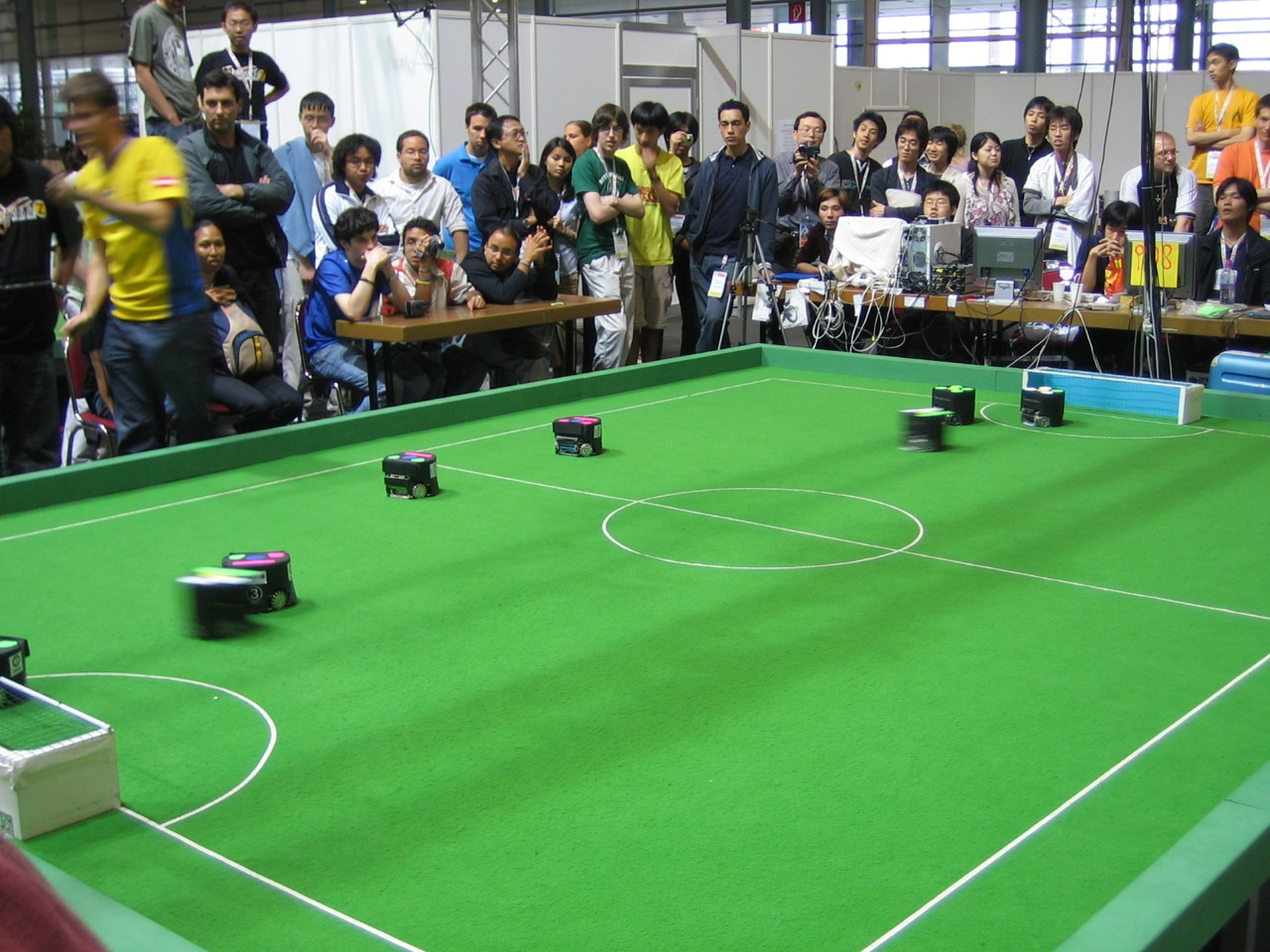
Roboty małej ligi w trakcie rozgrywek

RoboCup Small Size League – jedna z lig w rozgrywkach robotów RoboCup.
Roboty biorące udział w rozgrywkach nie mogą mieć więcej niż 18 cm średnicy i 15 cm wysokości (wyjątkiem są roboty posiadające wbudowaną kamerę, te mogą być wyższe).
Rozgrywka toczy się na polu o wymiarach 6,05 m × 4,05 m. Roboty grają w uproszczoną wersję piłki nożnej korzystając z jasnopomarańczowej, lekkiej piłeczki. Każda z drużyn składa się z pięciu robotów (w tym jeden bramkarz). Nad boiskiem, 4 m nad powierzchnią, znajduje się kamera, która przekazuje obraz do komputerów w pobliżu boiska. Większość obliczeń i decyzji podejmowanych jest przez komputer, który kieruje robotami i opracowuje strategie gry.

## Lista drużyn (niekompletna)
- B-Smart, Niemcy
- Botnia, Finlandia
- CMDragons, USA
- Eagle Knights/RoboBulls, Meksyk/USA
- ER-Force, Niemcy
- Fu-Fighters, Niemcy
- Farzanegan, Iran
- FURGBol, Brazylia
- Khainui, Tajlandia
- KIKS, Japonia
- ParsianRobotic, Iran
- Plasma-Z, Tajlandia
- RFC Cambridge, USA
- RoboCats, USA
- RoboDragons, Japonia
- RoboJackets, USA
- Skuba, Tajlandia
- Strive, Chiny
- Vienna Cubes[1], Austria
- Wright Eagle[2], Chiny
- ZJUNlict, Chiny